# Mateusz Mazik
Mateusz Mazik (ur. 28 lutego 1989) – polski bokser, srebrny medalista mistrzostw Unii Europejskiej (2008),  medalista mistrzostw Unii Europejskiej juniorów (2007), mistrz Polski (2012).

## Kariera amatorska
W 2008 zdobył srebrny medal mistrzostw Unii Europejskiej. W finale pokonał go John Nevin.